# Lev Ouspenski
Pour les articles homonymes, voir Ouspenski.
Lev Vassilievitch Ouspenski   (en russe : Лев Васильевич Успенский), né le 2 février 1900 à Saint-Pétersbourg et mort le 18 décembre 1978 dans cette même ville, est un écrivain, linguiste, philologue, publiciste et traducteur russe.  Connu pour ses ouvrages de vulgarisation et de science-fiction, il a été membre de l' Union des écrivains soviétiques (1939).

## Biographie
À sa mort en 1978, il est enterré à Saint-Pétersbourg dans le Cimetière Bogoslovskoïe

## Œuvres

### Prose
- Запах лимона, (1928), l'odeur du citron (avec L. Roubinov)
- Пулковский меридиан, Le méridien Poulkov, (1939, avec G.N. Karaïev)
- 60-я параллель, Le 60e parallèle, (1955, avec G.N. Karaïev)

### Science fiction
- Плавание Зэты, (Natation Zeta), (1946)
- Шальмугровое яблоко, (1972)
- Эн-два-о плюс икс дважды, (En deux-zéro plus x deux fois) (1971)

### Vulgarisation
- Слово о словах (1954), (Mot sur les mots)
- Ты и твоё имя (1960), (Toi et ton nom)
- Имя дома твоего (1967),(le nom de ta maison)
- Загадки топонимики (1969), (énigmes de toponymie)